# Wide Awake in Europe
Wide Awake in Europe é um extended play ao vivo da banda de rock irlandesa U2. O lançamento foi criado pelos organizadores da Record Store Day de trazer os clientes independentes em lojas de discos para compras de Natal. Um número limitado de EP foram produzidos, e liberados na "Black Friday" (Sexta-feira Negra) em 2010, principalmente para gravar lojas na América do Norte. O EP tem três faixas ao vivo em um vinil de 12 polegadas, provenientes de três concertos durante o U2 360° Tour, em 2009 e 2010. Entre as faixas, estão "Mercy", uma canção que estreou em turnê e foi inédita. Em meados de outubro, as listas para o EP apareceram no Amazon.com, com uma data de lançamento de 22 de novembro.

## Antecedentes e liberação
A possível libertação de um EP foi anunciado pela primeira vez pelo baixista da banda, Adam Clayton em 2010, em um vídeo no site oficial U2.com em agosto, depois de afirmar que a banda ainda não estava pronta para lançar outro álbum. Os detalhes do lançamento foram anunciadas oficialmente pelo site SlicingUpEyeballs.com em 26 de outubro de 2010, com a lista de músicas e informações sobre a data de lançamento, juntamente com detalhes sobre o seu lançamento exclusivo de gravadoras independentes, apesar do seu anúncio na Amazon.com. U2.com anunciou oficialmente o lançamento em 16 de novembro, e "Moment of Surrender" foi transmitido no site exclusivo para os assinantes do site, a partir do dia seguinte. No dia do lançamento do EP, o site transmitiu todas as três faixas para os assinantes do site dentro de um período de 48 horas.

"Todos queria ficar atrás da Record Store Day. Minha loja de discos me apresentou a música que eu não sabia e eu nunca teria descoberto".

— Adam Clayton
O EP foi criado pelos criadores do Record Store Day para um lançamento exclusivo, como parte do programa "Black Friday", ao longo de mais de 30 lançamentos de outros artistas. O objetivo era a clientes de lojas de discos independentes na "Sexta-feira Negra" e ao longo da temporada de compras natalinas de 2010, ao contrário de "big-box stores" e Shopping center. O EP foi lançado pela Interscope Records em 26 de novembro de 2010 (Sexta-feira Negra), exclusivamente para independentes de lojas de discos na América do Norte, com um seleto número de cópias disponíveis na Europa. U2.com afirmou que cópias estariam disponíveis no Reino Unido e Irlanda, embora no jornal de Londres, Daily Mail, informou que só estava disponível na Tower Records, em Dublin.
A divulgação foi limitada a 5.000 cópias, que foram numerados individualmente, embora algumas prensagens apresentaram maior número de 5.000, como revestimentos danificados durante o processo de fabricação foram destruídas e reimpresso com números mais recentes. Porque apenas 5.000 cópias foram criados, a disponibilidade para as lojas de discos era limitada, e um proprietário de uma loja de Milwaukee comparou a ordenação do EP a uma roleta, e disse que "encomendou 15 cópias na esperança de obter 6". Vinte das 5.000 cópias foram distribuídas em um sorteio em dezembro para os assinantes do site U2.com.
Pré-encomendas para o EP estavam disponíveis online na varejista The Ideal Copy, mas tinham sido vendidos até o final de outubro, quase um mês antes do lançamento. Com base na varejista de Nova Jérsei, Vintage Vinyl Records, descreveu o EP como um "Indie-Exclusive Black Friday item", e também vendeu pré-encomendas online, porém tinha acabado cedo a pré-encomenda para garantir que as cópias estavam disponíveis no Black Friday. Um dia do seu lançamento, as lojas de discos de Boston, Nashua e Nashville, informou que Wide Awake in Europe seria como um dos best-sellers. O EP foi vendido por cerca de US$10–20, mas exemplares foram vendidos no eBay no dia seguinte por US$75.

## Conteúdo
O título e a capa do EP, foi referente ao EP do U2, Wide Awake in America (1985). O lado A do disco traz o lançamento da canção "Mercy", que foi lançado durante a U2 360º Tour, em 22 de setembro de 2010. O desempenho incluído no EP é retirado do concerto da banda em Bruxelas durante o mês de sua estréia, sendo o quarto desempenho ao vivo da música. O lado B apresenta performances como "I'll Go Crazy If I Don't Go Crazy Tonight" (de Dublin, em julho de 2009) e "Moment of Surrender" (de Paris, em setembro de 2010), sendo que ambos são do álbum No Line on the Horizon (2009). A versão ao vivo de "I'll Go Crazy remix" do EP em Dublin foi lançada anteriormente em 2009 no álbum remix exclusivo para os membros do U2.com, Artificial Horizon, e foi remixada por Redanka e Dirty South. A pista também possui um clipe de "Beshno Az Ney/Windfall" de Sussan Deyhim. Todas as faixas foram gravadas por Alastair McMillan, e mixado pelo produtor do EP, Declan Gaffney.

## Lista de faixas
Todas as letras escritas por Bono, toda as música composta pelo U2, exceto "I'll Go Crazy If I Don't Go Crazy Tonight" (música também por Brian Eno e Daniel Lanois).
| Lado A |                              |                                                        |         |  |
| N.º    | Título                       | Gravado em                                             | Duração |  |
| 1.     | "Mercy" (Live from Bruxelas) | Estádio Rei Baudouin, 22 de setembro de 2010, Bruxelas | 4:38    |  |

| Lado B         |                                                                 |                                                |         |  |
| N.º            | Título                                                          | Gravado em                                     | Duração |  |
| 1.             | "I'll Go Crazy If I Don't Go Crazy Tonight" (Live U2360° Remix) | Croke Park, 27 de julho de 2009, Dublin        | 6:44    |  |
| 2.             | "Moment of Surrender" (Live from Paris)                         | Stade de France, 18 de setembro de 2010, Paris | 7:09    |  |
| Duração total: | Duração total:                                                  | Duração total:                                 | 18:31   |  |

## Pessoal
- Produção – Declan Gaffney
- Gravação – Alastair McMillan
- Mixagem – Declan Gaffney, Russel Fawcus (assistência em "I'll Go Crazy If I Don't Go Crazy Tonight")
- Masterização – Scott Sedillo no Bernie Grundman
- Pós-produção de áudio – Cheryl Engles no Partial Productions
- Fotografia – Aaron Harris
- Design – Shaughn McGrath no Amp Visual